# Yefim Bronfman
Yefim Bronfman (Taskent, 10 de abril de 1958) es un pianista nacido en la RSS de Uzbekistán, y nacionalizado israelí y estadounidense.

## Biografía
Nacido en Taskent, República Socialista Soviética de Uzbekistán y emigrado a Israel a la edad de 15 años, adquirió la ciudadanía estadounidense en 1989.
Se formó en la Rubin Academy of Music de Tel Aviv, en la Escuela Juilliard de Nueva York y en el Instituto Curtis de Filadelfia con Arie Vardi, Rudolf Firkušný, Leon Fleisher y Rudolf Serkin.
Hizo su debut internacional en 1975 con Zubin Mehta y la Orquesta Sinfónica de Montreal.

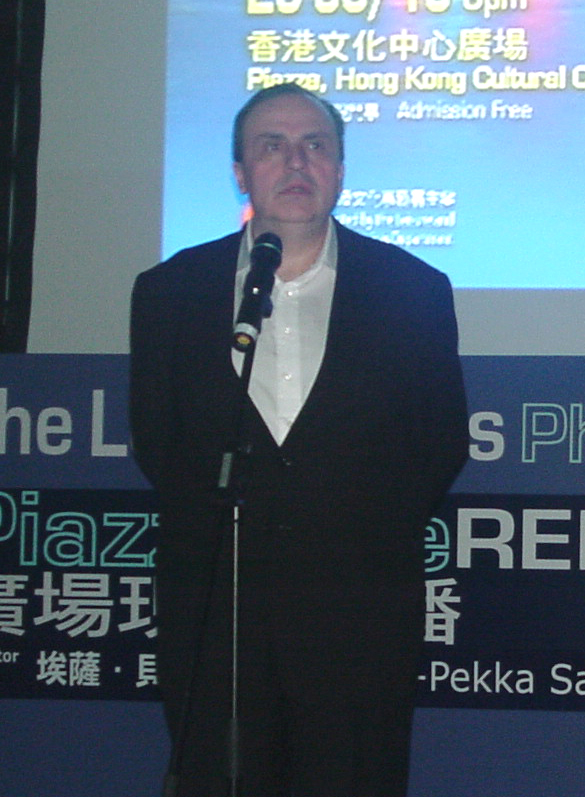
Yefim Bronfman (2008)

Hace su debut en el Carnegie Hall en 1989, y dio una serie de recitales con Isaac Stern en 1991. Ganó un Grammy en 1997 por su grabación de los tres conciertos de piano de Béla Bartók con Esa-Pekka Salonen y la Orquesta Filarmónica de Los Ángeles.
Yefim Bronfman ha tocado junto a las orquestas más reconocidas del panorama internacional, como la Orquesta Filarmónica de Berlín, la Orquesta Philharmonia de Londres, la Orquesta Nacional de Francia, la Orquesta Filarmónica de Israel, la Filarmónica de Viena, la Orquesta de París, la Dresden Staatskapelle y la mayoría de las principales orquestas estadounidenses. Además, ha colaborado con los directores más prestigiosos del momento, como Daniel Barenboim, Herbert Blomstedt, Charles Dutoit, Valery Gergiev, Zubin Mehta, Kurt Masur, Lorin Maazel, Mariss Jansons, James Levine, Esa-Pekka Salonen, Yuri Temirkanov o David Zinman, por citar algunos. Ha sido invitado con frecuencia a tocar en los festivales más conocidos, como los de Salzburgo, Tanglewood, Verbier, Ravinia, Lucerna y otros.
Bronfman también se dedica a la música de cámara y ha actuado con diversos conjuntos e instrumentistas. Entre otros artistas, ha colaborado con Emanuel Ax en diversos conciertos y recitales a dúo, además de tocar como músico de cámara junto a instrumentistas como Yo-Yo Ma, Joshua Bell, Lynn Harrell, Shlomo Mintz, Isaac Stern, Jean-Pierre Rampal o Pinchas Zukerman, entre otros.
Ha grabado el conjunto de conciertos y sonatas completos de Serguéi Prokófiev (con Zubin Mehta y la Orquesta Filarmónica de Israel) para Sony.
Su extensa discografía ha sido grabada por sellos como Deutsche Grammophon, Arte Nova o Sony Classical. Uno de sus discos, con los tres conciertos para piano y orquesta, de Bartók, recibió el Grammy.
Yefim Bronfman posee, entre otras distinciones, el Premio Avery Fisher, uno de los mayores honores otorgados a los músicos estadounidenses.
En 1999, aparece en el film de Disney Fantasia 2000, en el clip que introduce el "Steadfast Tin Soldier". Su grabación del segundo concierto para piano de Dmitri Shostakovich (1.er movimiento), con la Orquesta Sinfónica de Chicago, es la música utilizada para el segmento.[cita requerida]
En marzo del 2006, Bronfman tocó el Concierto para piano núm. 1, de Shostakovich, con la Orquesta Sinfónica de San Francisco, conducida por Mstislav Rostropóvich.
Bronfman ha tocado también con la Orquesta Sinfónica de Milwaukee y la Orquesta Filarmónica de Orlando, tocando el Concierto para piano núm. 5 "Emperador", de Ludwig van Beethoven.
Posteriormente, tocó con la Orquesta de París y la Orquesta Sinfónica de Singapur. En enero del 2007, estrenó el Concierto para piano de Esa-Pekka Salonen, el cual está dedicado a él, con la Orquesta Filarmónica de Nueva York conducida por el compositor. Participó también en los Proms, con la Orquesta Sinfónica de la BBC. En mayo del 2008, tocó el Concierto para piano n.º 1, de Johannes Brahms, con Michael Tilson Thomas y la Orquesta Sinfónica de San Francisco, durante un Festival Brahms. El 3 de septiembre de 2008, tocó el Concierto para piano núm. 3 de Serguéi Rajmáninov, bajo la dirección de Michael Tilson Thomas, en la gala de apertura de la Sinfónica de San Francisco, y el 28 y 29 de septiembre con la Orquesta Sinfónica de San Luis, bajo la dirección de David Robertson. El 25 y 26 de marzo del 2009 volvió a tocarlo, esta vez bajo la batuta de Pinchas Zukerman, con la Orquesta del Centro de Arte Nacional en Ottawa, Canadá.